# Bruno Tognolini
Bruno Tognolini (Cagliari, 27 giugno 1951) è uno scrittore e sceneggiatore italiano.

## Biografia
Tognolini studia per alcuni anni presso la Facoltà di Medicina di Cagliari, poi nel 1975 si trasferisce a Bologna, dove abita tuttora, e consegue la laurea al DAMS.
Inizia quindi una stagione di esperienze teatrali (1980-1990), durante la quale collabora come drammaturgo con Marco Baliani, Marco Paolini, Gabriele Vacis, e altri artisti e gruppi del teatro "di base" di quegli anni.
Nel 1990 comincia ad occuparsi di televisione per ragazzi: per quattro anni è tra gli autori del programma RAI per bambini L'albero azzurro. Nel 1998 è coautore del programma di RaiSat 2 MULTICLUB, e dal 1999 è ideatore e coautore del programma Melevisione.
Nel 1994, con un CD-i prodotto da RAI e Philips su L'albero azzurro, inizia una breve attività dedicata ai media digitali. Scrive progetto e testi per diverse opere multimediali e interattive: tra cui, nel 1995, il CD-ROM Rimelandia, con filastrocche originali di Roberto Piumini e Tognolini stesso (Arnoldo Mondadori Editore). Segue, nel 1996, l'adventure game Nirvana x-rom (Cecchi Gori), tratto dall'omonimo film di Gabriele Salvatores. Nel 1998 scrive i testi italiani delle canzoni per il film La gabbianella e il gatto di Enzo D'Alò. Nella seconda metà degli anni 2000 è stato uno degli autori del programma per ragazzi Trebisonda.
I suoi romanzi, racconti e poesie vengono pubblicati da editori quali Salani, Giunti, Mondadori, Fatatrac, Carthusia, Artebambini, il Castoro e altri. Nel 1999 appare il suo primo libro non destinato all'infanzia: Lilim del tramonto (Salani), un romanzo per tutti.
Intensa è anche l'attività saggistica, con articoli e saggi su poesia, narrativa, TV e comunicazione con l'infanzia, pubblicati su riviste specialistiche (La vita scolastica, Scuola dell'infanzia, Andersen, Liber, Hamelin, ecc.), su edizioni saggistiche (Treccani Ragazzi, IRRE Lazio/Franco Angeli, ecc.) e su diversi quotidiani nazionali. Con altri scrittori sardi (Flavio Soriga, Giulio Angioni, Giorgio Todde e Marcello Fois) ha fondato il Festival di Gavoi - L'isola delle storie.
Nel 2007 riceve il Premio Andersen come miglior scrittore italiano per ragazzi. Nel 2011 il suo Rime di rabbia ottiene il Premio Speciale della Giuria del Premio Andersen.

## Opere

### Racconti
- Bruno Tognolini, Angeli, lucertole, bambini dappertutto, illustrazioni di Maurizio Olivotto, Firenze, Fatatrac, 1992, ISBN 88-85089-72-0.
- Sentieri di conchiglie, Firenze, Fatatrac, 1995, ISBN 88-86228-41-4.
- Il quinto lupo, Sulmona, Pangea, 2002, ISBN 88-88263-03-9. (racconto di un'esperienza teatrale con una quinta elementare)
- Marina Cvetaeva, Topo dopo topo, in L'accalappiatopi, traduzione di Caterina Graziadei, Bruno Tognolini, Firenze, Fatatrac, 2007, ISBN 978-88-8222-146-1.
- Guance ciliegine, Firenze, Giunti, 2007, ISBN 978-88-09-05273-4.
- AA.VV., Ibrido, in Giulio Angioni (a cura di), Cartas de logu. Scrittori sardi allo specchio, Bruno Tognolini, Cagliari, CUEC, 2007, ISBN 978-88-8467-404-3.
- Ciò che non lava l'acqua, Nuoro, Ilisso, 2008, ISBN 978-88-6202-022-0.
- Bruno Tognolini e Luca Mercalli, Cieli, illustrazioni di Svjetlan Junakovic, Bologna, Artebambini, 2009, ISBN 978-88-89705-19-3. (con CD audio)
- Doppio blu, Milano, Topipittori, 2011, ISBN 978-88-89210-66-6.
- Bruno Tognolini, Salvataggio a mezzanotte, illustrazioni di Pia Valentinis, Novara, Interlinea, 2011, ISBN 978-88-8212-815-9.
- Bruno Tognolini, Nidi di note, illustrazioni di Alessandro Sanna, musiche originali di Paolo Fresu, Roma, Carlo Gallucci Editore, 2012, ISBN 978-88-6145-381-4. (da un progetto di educazione musicale di Sonia Peana, con CD audio)

### Romanzi
- Salto nell'ultramondo, Firenze, Giunti, 1994, ISBN 88-09-20412-3.
- Lilim del tramonto, Milano, Salani, 1999, ISBN 88-7782-847-1. (altre edizioni spagnole e catalane)
- Zio mondo, Firenze, Giunti Kids, 2005, ISBN 88-09-03923-8.
- Bruno Tognolini e Rita Valentino Merletti, Leggimi forte, Milano, Salani, 2006, ISBN 88-8451-683-8. (saggio sulla lettura a voce alta ai bambini)
- Papà famondo, Milano, Carthusia, 2006, ISBN 88-87212-78-3. (libro cartonato di grande formato per i più piccoli)
- Lunamoonda, Milano, Salani, 2008, ISBN 978-88-8451-908-5.

### Filastrocche
- Mal di pancia calabrone, Milano, Salani, 1995, ISBN 88-7782-763-7.
- Bruno Tognolini e Roberto Piumini, Rimelandia, Segrate, Mondadori Ragazzi, 1998, ISBN non esistente.
- Rima rimani, Milano, Salani, 2002, ISBN 88-8451-139-9.
- Mamma lingua, 1ª ed., Cagliari, Tuttestorie, 2002, ISBN non esistente.
- Mamma lingua, 2ª ed., Milano, Castoro, 2008, ISBN 978-88-8033-454-5.
- Bruno Tognolini, Filastrocche della Melevisione, illustrazioni di Giuliano Ferri, Roma, Carlo Gallucci Editore, 2011, ISBN 978-88-6145-297-8.
- Bruno Tognolini, Alfabeto delle fiabe, illustrazioni di Antonella Abbatiello, Milano, Topipittori, 2011, ISBN 978-88-89210-82-6. (in collaborazione con la Biblioteca Centrale Ragazzi di Roma)

### Poesie
- Bruno Tognolini, Stefano Bordiglioni, Chiara Carminati, Pietro Formentini, Roberto Piumini, Giusi Quarenghi e Guido Quarzo, Gocce di voce, illustrazioni di Antonella Abbatiello, Firenze, Fatatrac, 2006, ISBN 88-8222-141-5. (sette poesie per le mamme e i neonati)
- Bruno Tognolini, Rime di rabbia, illustrazioni di Giulia Orecchia, prefazione di Anna Oliverio Ferraris, Milano, Salani, 2010, ISBN 978-88-6256-233-1.
- Bruno Tognolini e Chiara Carminati, Rime Chiaroscure, illustrazioni di Pia Valentinis, Milano, RCS, 2012, ISBN 978-88-17-05736-3.
- Rime Raminghe, Milano, Salani, 2013, ISBN 978-88-6715-500-2.

### Poemetti in ottave
- La sera che la sera non venne, Firenze, Fatatrac, 1996, ISBN non esistente.
- L'altalena che dondola sola, Firenze, Fatatrac, 1998, ISBN non esistente.
- Fuoco, Firenze, Fatatrac, 2003, ISBN 88-8222-107-5.

### Albi illustrati
- Bruno Tognolini, Maremè, illustrazioni di Antonella Abbatiello, Firenze, Fatatrac, 2008, ISBN 978-88-8222-161-4.
- Bruno Tognolini, Tiritere, illustrazioni di Antonella Abbatiello, Modena, Franco Cosimo Panini, 2008, ISBN 978-88-248-0375-5.
- Bruno Tognolini, Farfalla, illustrazioni di Antonella Abbatiello, Firenze, Fatatrac, 2010, ISBN 978-88-8222-231-4.
- Bruno Tognolini e Gek Tessaro, Manifesti, Modena, Franco Cosimo Panini, 2011, ISBN 978-88-570-0408-2.
- Bruno Tognolini, Attacchino, illustrazioni di Gianni De Conno, Roma, Carlo Gallucci Editore, 2013, ISBN 978-88-6145-612-9.

Ha inoltre realizzato diversi altri libri con prose e poesie tratte da La Melevisione (RaiTre), editi da Rai Eri e Giunti dal 1999 a oggi.